# Etropera papuensis
Etropera papuensis är en insektsart som beskrevs av Sunita Bhatti 1990. Etropera papuensis ingår i släktet Etropera och familjen pärlsköldlöss.
Artens utbredningsområde är Papua Nya Guinea. Inga underarter finns listade i Catalogue of Life.